# OCR-B
OCR-B — моноширинный шрифт, созданный Адрианом Фрутигером в 1968 году для компании Monotype в соответствии со стандартом ECMA. Его функцией было облегчить оптическое распознавание текста для определённых устройств, в основном использовавшихся в финансовой сфере. В 1973 был утверждён как международный стандарт. Он соответствует стандарту ISO 1073-2:1976 (E), дополненному в 1979 году. Шрифт включает в себя все символы ASCII и некоторые другие, используемые банками. Часто используется для человекочитаемых подписей к штрихкодам UPC и EAN. и в машиночитаемых зонах документов. Повторяя цели OCR-A, OCR-B более удобочитаем для человека и имеет менее технический вид.

## История
В июне 1961 года ECMA начала работы по стандартизации в области оптического распознавания символов. После оценки существующих решений было решено разработать два шрифта: стилизованный и только с цифрами, названный «Класс A», и более близкий к общепринятым, с большим набором символов — «Класс B». В феврале 1965 года ECMA предложила шрифт «Класс B» ISO, в результате чего в октябре 1965 года он был утверждён как международный стандарт ISO 1073-2. Первая его версия содержала три размера шрифта: I, II и III. Также спецификация включала в себя разновидность шрифта для высококачественной печати на печатных станках и с обводкой одной ширины — для низкокачественной.
В сентябре 1969 года ECMA начала работу по пересмотру стандарта. Формы некоторых символов были немного изменены, пять из которых, как и размер II, были исключены из стандарта. Был добавлен размер IV. Вторая версия стандарта была опубликована в октябре 1971 года.
В марте 1976 года была опубликована третья версия спецификации ECMA-11. В ней были добавлены символы § и ¥, два символа для зачернения опечаток. Длина вертикальной черты была изменена так, чтобы соответствовать ISO 1073-2.